# Incursão corporativa
Nos negócios, uma incursão corporativa é o processo de compra de uma grande participação em uma corporação e, em seguida, o uso de direitos de voto dos acionistas para exigir que a empresa adote novas medidas destinadas a aumentar o valor da ação, geralmente em oposição aos desejos e práticas da atual administração da corporação. As medidas podem incluir a substituição de altos executivos, operações de downsizing ou liquidação da empresa.
As incursões corporativas eram particularmente comuns nas décadas de 1970, 1980 e 1990 nos Estados Unidos. No final da década de 1980, a administração de muitas grandes empresas de capital aberto adotara contramedidas legais projetadas para impedir possíveis aquisições hostis e incursões corporativas, incluindo pílulas de veneno, paraquedas dourado e aumentos nos níveis de dívida no balanço da empresa. Nos últimos anos, algumas práticas corporativas de invasão foram usadas por "acionistas ativistas", que compram participações acionárias em uma corporação para influenciar seu conselho de administração e pressionar o público sobre sua administração.

## História
Os ataques corporativos se tornaram a marca registrada de um punhado de investidores nas décadas de 1970 e 1980, particularmente destacados pelo suicídio público de Eli Black. Entre os mais notáveis invasores corporativos da década de 1980 estavam Carl Icahn, Victor Posner, Meshulam Riklis, Nelson Peltz, Robert Bass, T. Boone Pickens, Paul Bilzerian, Harold Clark Simmons, Kirk Kerkorian, James Goldsmith, Saul Steinberg e Asher Edelman. Esses investidores usaram várias das mesmas táticas e direcionaram o mesmo tipo de empresas às aquisições alavancadas mais tradicionais e, de várias maneiras, poderiam ser consideradas precursoras das empresas de private equity posteriores. De fato, é Posner, um dos primeiros "invasores corporativos" que é frequentemente creditado por cunhar o termo "compra alavancada" ou "LBO".
Victor Posner, que havia feito uma fortuna em investimentos imobiliários nas décadas de 1930 e 1940, adquiriu uma grande participação na DWG Corporation em 1966. Tendo assumido o controle da empresa, ele o usou como um veículo de investimento que poderia executar aquisições de outras empresas. Posner e DWG talvez sejam mais conhecidos pela aquisição hostil da Sharon Steel Corporation em 1969, uma das primeiras aquisições desse tipo nos Estados Unidos. Os investimentos da Posner eram geralmente motivados por avaliações atraentes, balanços e características de fluxo de caixa. Por causa de sua alta carga de dívida, o DWG da Posner geraria retornos atraentes, mas altamente voláteis, e acabaria em dificuldades financeiras. Em 1987, a Sharon Steel entrou no capítulo 11 de proteção contra falências.
Carl Icahn desenvolveu uma reputação de implacável "invasor corporativo" após sua aquisição hostil da TWA em 1985. O resultado dessa aquisição foi a venda sistemática de ativos da TWA pela Icahn para pagar a dívida que ele usou para comprar a empresa, que foi descrita como remoção de ativos.
Icahn também tentou o grande prêmio da U.S. Steel, lançando uma aquisição hostil para 89% da gigante industrial por sete bilhões de dólares (equivalente a 16,3 bilhões de dólares nos dias de hoje) no final de 1986 e apenas sendo rejeitado pelo CEO David Roderick em 8 de janeiro de 1987.
A oferta hostil de T. Boone Pickens pela Gulf Oil em 1984 levou a ondas de choque de que uma empresa tão grande poderia ser alvo de uma incursão. Gulf acabou sendo entregue a Chevron por um preço recorde de 13,3 bilhões de dólares (equivalente a 32,7 bilhões de dólares nos dias de hoje).
Paul Bilzerian lançou uma série de ofertas públicas de aquisição, incluindo Cluett, Peabody & Company, Hammermill Paper Company, Pay n Pack Stores, Allied Stores e Singer Company. Todas as suas ofertas públicas de aquisição eram por dinheiro e por todas as ações, e ele recusou qualquer greenmail. Bilzerian foi indiciado por violações de divulgação 13d e, apesar de suas alegações de inocência, ele foi condenado em 1989. Depois de passar trinta anos lutando contra o governo na tentativa de anular sua condenação, ele renunciou à cidadania americana em 2019. Depois que Bilzerian foi condenado, as aquisições hostis terminaram em grande parte, quando ficou claro que o governo faria todo o possível para punir invasores corporativos.
O incursor britânico Beazer também fez várias aquisições hostis de sucesso na década de 1980, sendo a maior delas a de Koppers no início de 1988 por 1,81 bilhão de dólares (hoje 4,1 bilhões de dólares).
Muitos dos incursores corporativos da década de 1980 eram clientes de Michael Milken, cuja empresa de banco de investimento, Drexel Burnham Lambert, ajudou a aumentar o capital que os invasores corporativos poderiam usar para fazer tentativas legítimas de assumir o controle de empresas e fornecer financiamento de dívida de alto rendimento para as aquisições..